# Bromus remotiflorus
Bromus remotiflorus är en gräsart som först beskrevs av Ernst Gottlieb von Steudel, och fick sitt nu gällande namn av Jisaburo Ohwi. Bromus remotiflorus ingår i släktet lostor, och familjen gräs. Inga underarter finns listade i Catalogue of Life.